# كارولين وينبرج
كارولين ماريا وينبرج (بالسويدية: Caroline Winberg)‏ (مواليد 27 مارس 1985) ممثلة وعارضة أزياء سويدية، ظهرت في سبعة عروض أزياء فيكتوريا سيكريت من عام 2005 وحتى عام 2011, ظهرت وينبرغ على أغلفة العديد من المجلات الأزياء العالمية بما في ذلك فوغ، 
إل، أميكا، ماري كلير، ألور، يوروومان، جي كيو، هاربر بازار، غلامور وغيرها.

## روابط خارجية
- كارولين وينبرج على موقع IMDb (الإنجليزية)
- كارولين وينبرج على موقع قاعدة بيانات الفيلم (الإنجليزية)
- كارولين وينبرج على موقع كينوبويسك (الروسية)
- كارولين وينبرج على موقع دليل عارضات الأزياء (الإنجليزية)